# Ernest Burgess
Pour les articles homonymes, voir Burgess.
Ernest Watson Burgess (16 mai 1886 – 27 décembre 1966), canadien d'origine, est un sociologue urbain dont l'œuvre a contribué à fonder l'École de Chicago.

## Biographie
Burgess naît à Tilbury en Ontario le 16 mai 1886. Ses parents,  Edmund J. Burgess et Mary Ann Jane Wilson Burgess quittent le Canada pour les États-Unis alors qu’il est encore très jeune. Son père était un ministre dans la Congregational Church. Il sera scolarisé au Kingfisher College, en Oklahoma, et obtient son B.A. en 1908.  
Il poursuit des études en sociologie à l'université de Chicago, sous la supervision de William Thomas, et reçoit son Ph.D. en 1913. Après quelques années d’enseignement dans des universités du Midwest, dont l'université du Kansas où il raffine sa connaissance des méthodes de l'enquête sociale,  il retourne à Chicago en tant que professeur adjoint en 1916. 
Il est considéré comme le premier  «jeune sociologue» de formation puisque les autres membres du département de sociologie avaient rejoint celui-ci à travers d’autres disciplines. Sa carrière de professeur s’est échelonnée sur cinq décennies de 1916 à 1957. 
Il devient professeur émérite en 1951. Même après sa retraite, Burgess reste actif : il est le co-auteur d'un ouvrage sur la sociologie urbaine avec Donald Bogue en 1963.
Largement reconnu par ses pairs, il sera le 24e Président de l'American Sociological Association (ASA) en 1934.

## Carrière
Considéré comme l'un des fondateurs de la sociologie moderne, notamment aux États-Unis, Burgess crée l'« écologie sociale » avec son collègue Robert E. Park, avec pour base d'opération l'École de Chicago.
Il préfère les aspects pratiques de la sociologie, plutôt que les enjeux théoriques, explorant et étudiant les phénomènes sociaux tels que la croissance urbaine, la criminalité, la délinquance, la violation de libération conditionnelle et le divorce. Il cherche à concevoir des outils fiables capables de supporter la prédiction de ces phénomènes. Il affirme que "La prédiction est le but des sciences sociales comme des sciences physiques" ou encore que sa contribution à la sociologie aura consisté à faire émerger celle-ci, à partir d'une philosophie de la société, en tant que science de la société ("from a philosophy of society sociology is emerging into a science of society"). On lui doit différentes méthodes statistiques et analytiques pour améliorer ces prédictions. 
Ainsi, il s'intéresse beaucoup à la possibilité de prédire des comportements individuels en se fondant sur des variables statistiques. Ainsi, il s'intéresse, dès 1929, au « taux de réussite » des décisions de libération conditionnelle dans l'Illinois, entendu comme absence de récidive. La « méthode Burgess » devint rapidement célèbre, et fut mise en œuvre dans le système carcéral de l'Illinois. De nombreux sociologues s'essayèrent à la raffiner, dont Albert J. Reiss, Lloyd Ohlin (en), Daniel Glaser, George Vold (un élève de Sutherland, qui s'inspirait également des travaux d'Eleanor (en) et Sheldon Glueck), etc.
Écrite avec Robert Park en 1921, l’Introduction à la science de la sociologie, constitue  une des œuvres les plus importantes de Burgess. Ce manuel qui est devenu un ouvrage de référence classique, la “bible de la sociologie”,  a défini les voies nouvelles et le cadre conceptuel pour la sociologie en train de se constituer et de s’écrire.
Dans un autre ouvrage collaboratif, publié en 1925, The City, Burgess et Park proposent une conception de la ville qui correspond largement au modèle des zones concentriques observables dans l'agglomération de Chicago auquel ils prêtent un caractère général. Ce modèle, dit “The Burgess Urban Land Use Model” ou “théorie des zones concentriques”  suggère une forme de compétition économique pour réguler l'espace.
Dans la même veine, il publie en 1939 une étude sur les facteurs impliqués dans la réussite du mariage : coécrit avec Leonard Cottrell, l'ouvrage s'intitule ainsi Predicting Success or Failure in Marriage. Ce livre choqua un certain nombre de commentateurs, notamment parce qu'il s'abstenait de toute prise en compte du sentiment amoureux dans ce calcul prédictif — certains s'empressèrent de souligner que Burgess lui-même était célibataire.
Burgess s’est aussi penché sur les populations de personnes âgées. Les résultats de ces travaux ont été communiqués dans l’ouvrage Aging in Western Societies publié en 1960.
Les méthodes de recherche qualitative, comme les entrevues et l'examen des documents personnels comptaient, selon lui, comme des outils de recherche utiles et pertinents. Avec leur concours, un scientifique est mieux équipé pour comprendre les humains et ce que recouvre les phénomènes sociaux.

## Des quartiers qui se succèdent sans s'interpénétrer
Dans The City, Burgess and Park ont, plus précisément, mis en évidence et conceptualisé la ville en cinq cercles concentriques (Concentric ring model), comprenant la zone centrale des affaires, la zone transitoire (logements, industries…), la zone de la classe ouvrière résidentielle (appartements), la zone résidentielle, et les banlieues suburbaines. Ils ont également observé les villes en tant que quelque chose en évolution et en changement, dans un sens darwinien.
Tout d’abord, la transition urbaine vécue aux États-Unis s’est faite de manière beaucoup plus rapide et logique que celle d'Europe même si elle arriva plus tardivement en Amérique du Nord. Les icônes urbaines de la modernité comme le gratte-ciel, le métro et les grands magasins sont typiquement américaines. Mais, ces changements radicaux dans le style de vie ont troublé l’ordre communal et créé de nombreux problèmes sociaux dont on peut évaluer les impacts par la croissance et l’expansion physique des villes. De surcroît, la croissance de la ville renforce les traits distinctifs des urbains par rapport à ceux des campagnards tout en modifiant la structure de la société citadine.
Le principal indicateur de ces changements sociétaux est l’hétérogénéité due à la croissance urbaine dont l’orientation est suggérée par ces mêmes modifications communautaires. La planification urbaine peut résoudre la désorganisation sociale de l’aire métropolitaine, car elle permet de contrôler l’expansion de la ville qui se poursuit en continuité dans le territoire physique. Cette continuité dans l’espace donne la possibilité de desservir les banlieusards en services. C’est le cas des voies de circulation qui leur permettent de venir travailler au cœur de la ville, mais qui sont ces banlieusards ? Dans le schéma de la croissance de la ville de Burgess, les habitants de la banlieue sont les « bien nantis » qui habitent la plus lointaine périphérie du centre (nommé Loop chez Burgess, car tel se nomme le centre de Chicago, ville d’où provient son étude).
Le schéma de la croissance est donc présenté de manière concentrique par succession, c’est-à-dire que chaque zone se développe sur la zone périphérique immédiate, où l’éloignement du centre coïncide avec l’élévation de la strate sociétale par la mobilité physique qu’on ne doit, en aucun cas, confondre avec le déplacement pendulaire. Le centre étant, ici, lieu de paupérisation et de désorganisation sociale, il est clair que la mobilité résulte alors d’un stimulus essentiel au déplacement que ce soit vers l’extérieur du centre, après avoir reçu une promotion par exemple, ou vers l’intérieur lorsqu’une situation précaire survient. Le meilleur indicateur de ce phénomène de repositionnement des individus dans l’espace est la variation des valeurs foncières, car elle est une donnée quantitative, par le fait même calculable, qui démontre la rareté et l’accessibilité alternant le prix des terrains. Cette donnée révèle, par conséquent, l’ensemble des modifications en cours dans la population. Voilà ce qui a engendré l’expression de « La mobilité comme pouls de l’agglomération ». Enfin, on peut synthétiser en disant qu’après une vague d’immigration dans le centre urbain, il y a d’abord désorganisation, à la suite de quoi une organisation sociale s’instaure dans l’espace par un schéma concentrique de l’expansion de la ville.

## Œuvres
- Burgess, Ernest W. 1916. The Function of Socialization in Social Evolution. University of Chicago Press.
- Burgess, Ernest W., and Robert E. Park, 1921. Introduction to Science of the Sociology.  (ISBN 0837123569).
- Burgess, Ernest W., avec Robert E. Park et Roderick D. McKenzie, 1925, The City, University of Chicago Press (en)[lire en ligne]
réimpression 2019, University of Chicago Press  (ISBN 978-0-226-63650-4) (en)[extrait en ligne]
- Burgess, Ernest W. 1939. Predicting Success or Failure in Marriage. Prentice-Hall
- Burgess, Ernest W. 1960. The Family: From Institution to Companionship. American Book Co.
- Burgess, Ernest W. 1963. Contributions to Urban Sociology. University of Chicago Press.  (ISBN 0226080552)
- Burgess, Ernest W. 1967. Urban Sociology. University of Chicago Press.  (ISBN 0226080560)
- Burgess, Ernest W. 1974. On Community, Family, and Delinquency. University of Chicago Press.  (ISBN 0226080587)
- Burgess, Ernest W. 1978. Aging in Western Societies: A Survey of Social Gero. University of Chicago Press.  (ISBN 0226080536)
- Burgess, Ernest W., « La croissance de la ville; Introduction à un projet de recherche », dans Grafmeyer, Yves. & Joseph Isaac (dir). L’École de Chicago. Naissance de l’écologie urbaine, Aubier, Paris, 2005.